# 陈晓丹
陈晓丹（1985年5月12日—），祖籍上海市青浦區，陈云的孙女、陈元之女。

## 生平
1997年，陈晓丹毕业于北京师范大学附属实验小学。2003年，毕业于美國麻省私立泰伯高中。2006年，参加克利翁名媛舞會。2007年畢業於北卡杜克大學經濟系。2010年就讀美國哈佛大學商學院MBA，2012年畢業。后就職於倫敦私募基金公司帕米拉咨詢公司香港分公司，之后摩根士丹利任职。

## 个人生活

### 家庭
陈晓丹祖父是中共八大元老之一陈云，父亲为国家开发银行前董事长陈元。
2018年1月21日，陈晓丹嫁给香港富二代A.J.Mark，后者供职于M.R. Simak。

### 与薄瓜瓜的恋情
2011年，薄一波之孙薄瓜瓜与陈晓丹在2010年西藏游玩的大批亲密照在网上流传，曾令外界猜测这两位“红三代”是否已结成情侣。薄瓜瓜与陈晓丹当时穿着夏装，相片中两人面对镜头表现恩爱，薄瓜瓜不时揽着陈晓丹腰部拍照，更有薄瓜瓜背着陈晓丹的相片。薄瓜瓜与陈晓丹在西藏游玩期间，至少有4辆警车在附近戒备。报道称二人游西藏时享受特级待遇，全程有警车开路，质疑其浪费公共资源。
2012年2月10日，北美在线报道称“薄瓜瓜与中共元老陈云的孙女陈晓丹这对『红三代』情侣已在几个月前分手”。